# I tu, què saps?
I tu, què saps?  (títol original: What the Bleep Do We Know!?) és un docu-ficció estrenat el 2007. Ha estat doblat al català.
Els assumptes abordats per aquest docu-ficció són la neurologia, la física quàntica, la psicologia, l'epistemologia, l'ontologia, la metafísica, el pensament màgic, i l'espiritualitat. Aquests són tractats des del punt de vista d'una fotògrafa sorda, ella mateixa confrontada a aquest qüestionament, i regularment il·lustrats amb imatges de síntesi.

## Argument
Filmat a Portland, Oregon, I tu que saps? barreja els gèneres entre documental i ficció, incloent entrevistes d'especialistes, seqüències de ficció i il·lustracions en imatges de síntesi. El film presenta un punt de vista sobre l'univers físic i la vida que tanca per tal de demostrar l'existència d'un enllaç entre ciència (neurociències, física quàntica, etc.) i espiritualitat.
Les idees tractades són les següents:
- l'univers es construeix no pas per la matèria, sinó pel pensament (o les idees);
- El que durant molt de temps va ser considerat com «un espai buit» està lluny de ser buit (cf. Energia ombrívola);
- les nostres creences sobre què som i el que és real no es resumeixen en simples observacions, sinó més aviat a la manera com capturem la realitat;
- els pèptids produïts pel nostre cervell provoquen una reacció fisiològica donant noves perspectives a la noció de pensament positiu.

## Repartiment
- Marlee Matlin: Amanda
- Elaine Hendrix: Jennifer
- Barry Newman: Frank
- Robert Bailey: Reggie
- John Ross Bowie: Elliot
- Armin Shimerman: Home
- Robert Blanche: Bob
- Jeff S. Dodge: Extra (escena del tren)

### Testimoniatges
- William A. Tiller
- Amit Goswami
- John Hagelin
- Fred Alan Wolf
- David Albert
- Dr. Masaru Emoto
- Stuart Hameroff
- Jeffrey Satinover
- Andrew B. Newberg
- Daniel Monti
- Joseph Dispenza
- Candace Pert
- JZ Knight Com a « Ramtha ».
- Miceal Ledwith, o Michael Ledwoth, ex-membre de la comissió catòlica internacional.

## Controvèrsia
Segons Physics Today, sota la cobertura d'arguments científics, I tu, què saps? busca promoure les pseudociències.
I tu, què saps? és un docu-ficció pseudo-científic, tractat amb un ventall d'idees descendents del New Age que recuperen els conceptes de la física segons un ús jutjat fora de context per la majoria dels científics. El film ha estat produït per l'escola de la Il·luminació de Ramtha, fundada per Judy Zebra Knight, que ha afirmat que els seus ensenyaments eren basats en el seu diàleg amb una entitat descarnada de 35000 anys i anomenada Ramtha. J.Z. Knight ha fet un ús controvertit de certs aspectes de la mecànica quàntica, comprés el Principi d'incertesa de Heisenberg i « l'efecte de l'observador », així com de la biologia i la medicina. Nombrosos crítics han rebutjat el film situant-lo en la categoria de les pseudociències.
John Gorenfeld informa que els tres coréalisateurs del film són membres actius de l'Escola de Sensatesa de Ramtha (Ramtha's School of Enlightenment), un culte fundat al voltant de les revelacions que Judy Zebra Knight pretén rebre d'una entitat lemurica anomenada Ramtha.
El Guardian Unlimited ha publicat igualment les reaccions d'alguns membres de la comunitat científica britànica com Richard Dawkins, Clive Greated, Simon Singh i João Magueijo. D'altra banda, segons aquest últim, membre del Imperial College, el film deforma deliberadament la ciència.
El físic David Albert que apareix al « documental » s'ha considerat « ultratjosament xocat » del producte final del film. En una entrevista a la revista Popular Science, M. Albert conta que ha passat més de quatre hores amb els directors del film explicant-los que la mecànica quàntica no tenia res a veure amb l'espiritualitat i el domini de la consciència. Després d'haver deformat acuradament els propòsits del físic en el moment del muntatge, els directors haurien presentat M. Albert com en perfecte acord amb el discurs mantingut pel « Guerrer Lemuric » he estat extremadament crèdul però he tingut la meva lliçó », ha declarat a la revista

### Producció i guió
- William Arntz: Productor, director, autor
- Betsy Caça: Productor, director, autor
- Mark Vicente: Director, director de la fotografia

### Efectes visuals
- Evan Jacobs – Supervisió dels efectes especials
- Atomic Visual Effects – Animació del cervell
- Mr. X Inc – Animació de les cèl·lules
- Lost Boys Studios – Efectes rabbit-hole

## Premis
- - Ashland Independent Film Festival – Millor Documental
  - DC Independent Film Festival – Gran Premi del Jurat (Categoria Documental)
  - Maui Film Festival – Audiència Choice Award – Best Hybrid Documentary
  - Houston World Fest – Platinum Remi Award
  - Sedona Internacional Film Festival – Audiència Choice Award, Most Thought-Provoking Film.